# Tatjana Nikititschna Tolstaja

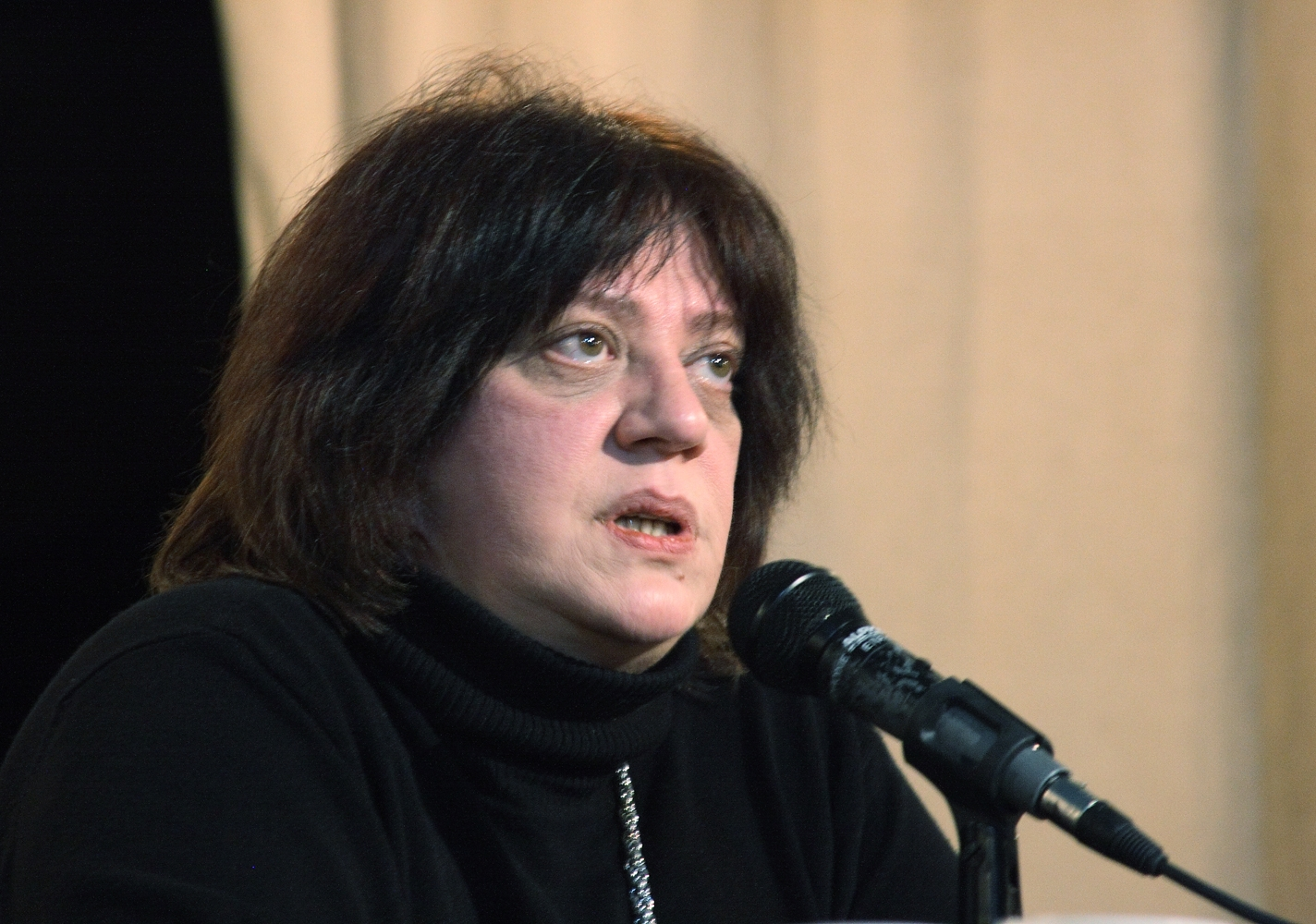
Tatjana Tolstaja

Tatjana Nikititschna Tolstaja (russisch Татьяна Никитична Толстая, wiss. Transliteration Tat'jana Nikitična Tolstaja; * 3. Mai 1951 in Leningrad) ist eine russische Schriftstellerin.
Sie studierte Altphilologie und war als Lektorin tätig. 1987 erschien in Moskau ihr erster Erzählungsband, der sie mit einem Schlag bekannt machte. Tolstaja verbrachte längere Zeit in den USA. Heute lebt sie wieder in Russland, wo sie von 2002 bis 2014 die Talkshow Schkola sloslowija (Шко́ла злосло́вия / „Schule des Lästerns“) moderierte. Die Autorin, deren Werke in Deutschland unter dem Namen Tatjana Tolstaja veröffentlicht werden, entstammt der adeligen Schriftstellerfamilie Tolstoi und ist eine Enkelin von Alexei Nikolajewitsch Tolstoi.

## Werke
in deutscher Übersetzung
- Die Seemansfrau und die Hexe. Erzählung in der Anthologie Meer zeigt seine Zunge (Du 2004, Übers. Christiane Körner)
- Kys. Roman. Übers. Christiane Körner. Rowohlt, Reinbek 2003
- Vorwort zu Russland: eine Weltmacht im Wandel. National Geographic Verlag, 2001
- Und es fiel ein Feuer vom Himmel. Sechs Erzählungen. Übers. Sylvia List. Rowohlt, Reinbek 1992
- Erzählungen. Luchterhand 1991, Übers. Sylvia List, darin:

1. Sonja
2. Auf Niewiedersehen
3. Ein leeres Blatt
4. Der Kreis
5. Mammutjagd
6. Peters
7. Der Fakir

- Stelldichein mit einem Vogel. Erzählungen (Luchterhand 1989, Übers. Sylvia List), darin:

1. „Saßen auf goldenen Stufen …“
2. Die Okkerwil.
3. Die liebe Schura. (auch in: Russische Liebesgeschichten, Rotbuch Verlag, 2003)
4. Stelldichein mit einem Vogel
5. Feuer und Staub
6. Schlaf ruhig, mein Söhnchen (auch in: Russische Erzählungen der Gegenwart. Reclam-Verlag, 1992)
7. Dichter und Muse.

- Rendezvous mit einem Vogel. Erzählungen. Übers. Ilse Tschörtner, Verlag Volk und Welt, Berlin 1989, darin:

1. Rendezvous mit einem Vogel
2. Liebe Schura
3. Peters
4. Schlaf ruhig, mein Söhnchen
5. Der Fluß Okkerwil
6. Sonja
7. Der Dichter und die Muse
8. „Saßen auf goldenem Treppchen im Hofe …“
9. Der Fakir
10. Feuer und Staub